# Grand-Gosier
Grand-Gosier (Gran Gozye en créole) est une commune d'Haïti, située dans le département du Sud Est, dans l'arrondissement de Belle-Anse, au sud de Jacmel. La commune est composée de la ville de Grand-Gosier, et de la section communale « Colline des Chênes » (ou « Bodarie »).

## Toponymie
Grand-Gosier est le terme local pour désigner le pélican.

## Démographie
La commune est peuplée de 15 513 habitants(recensement par estimation de 2009).

## Administration
La commune est composée d'une seule section communales de : « Colline des Chênes » (ou « Bodarie » ; dont le quartier homonyme).

## Économie
L'économie locale repose sur l'exploitation forestière et l'industrie du bois.
Le secteur de la pêche est également développé.

## Personnalités
- Ilrique Périn, comédien et cinéaste haïtien, est né à Grand-Gosier et y dirige le Centre culturel Felix Maurisso Leroy.

Félix Morisseau Leroy, poète, dramaturge, conteur et l'un des pères de la littérature créole, est né à Grand-Gosier.